# Leonid Rogozov
Leonid Ivanovič Rogozov (in russo Леонид Иванович Рогозов?; Čita, 14 marzo 1934 – San Pietroburgo, 21 settembre 2000) è stato un medico sovietico.
Ha preso parte alla Sesta Spedizione Antartica Sovietica negli anni 1960-1961. Durante tale spedizione si ammalò di appendicite; poiché era l'unico medico presente nella spedizione, decise di operarsi da solo con successo .

## Giovinezza
Leonid Rogozov nacque a Daurija, un remoto villaggio nella Siberia orientale. Il padre venne ucciso durante la Seconda guerra mondiale, nel 1943. Nel 1953 concluse gli studi superiori a Minusinsk nel Territorio di Krasnojarsk, e venne ammesso all'Accademia Statale di Medicina Pediatrica di San Pietroburgo. Una volta medico, nel 1959 iniziò subito un tirocinio per specializzarsi in chirurgia. Nel settembre 1960, all'età di 26 anni, interruppe tale attività per partecipare alla Sesta Spedizione Antartica Sovietica.

## La spedizione antartica, la scoperta della malattia e l'intervento
Dal settembre 1960 all'ottobre 1962, Rogozov lavorò in Antartide, come unico medico in un team di tredici ricercatori, alla Stazione Novolazarevskaya, completata nel 1961.
Durante la mattina del 29 aprile 1961 Rogozov iniziò a provare stanchezza, senso di nausea, accompagnate da una leggera febbre e un dolore nella parte destra dell'addome. Il giorno dopo i sintomi di un'appendicite in stato avanzato divennero evidenti e le sue condizioni si aggravarono ulteriormente nella serata. Mirny, la stazione antartica sovietica più vicina, si trovava a mille miglia dalla Novolazarevskaya; non vi era alcun aereo a disposizione e, anche se vi fosse stato, le condizioni meteo non avrebbero permesso il decollo.  Rogozov non aveva altra scelta: operarsi da solo o morire.
L'intervento iniziò alle ore 22:00 del 30 aprile, con l'aiuto del meccanico Zinovy Teplinsky, del meteorologo Alexandr Artemev e del direttore della stazione Vladislav Gerbovich che fornivano al medico-paziente gli strumenti e reggevano uno specchio per permettere a Rogozov di vedere meglio ciò che stava facendo. Egli stava in una posizione semiseduta, leggermente inclinato verso sinistra. Venne usata una soluzione di procaina allo 0,5% per anestetizzare la parete addominale. Rogozov praticò un taglio di 10-12 centimetri e procedette all'asportazione dell'appendice. Debolezza e nausea pervennero dopo una mezz'ora dall'inizio dell'intervento; Rogozov fu quindi costretto a fermarsi per 20 o 25 secondi ad intervalli regolari di 4 o 5 minuti. Vennero somministrati antibiotici direttamente nella cavità addominale; l'intervento si concluse a mezzanotte circa.
Il decorso post-operatorio fu regolare; i sintomi della malattia scomparvero e, dopo cinque giorni, sparì anche la febbre. I punti di sutura vennero rimossi sette giorni dopo l'intervento. Due settimane dopo, Rogozov riprese a lavorare.
La vicenda divenne ben presto nota nell'Unione Sovietica; nel 1961 venne premiato con l'Ordine della Bandiera rossa del lavoro.

## Ultimi anni
Nell'ottobre 1962 Rogozov ritornò a San Pietroburgo (all'epoca Leningrado) e iniziò a studiare per un dottorato di ricerca. Completò gli studi nel settembre 1966 con una tesi sul cancro all'esofago. Negli anni successivi lavorò in diversi ospedali della città. Dal 1986 al 2000 è stato direttore del Dipartimento di Chirurgia dell'Istituto di Ricerca per Tubercolosi e Pneumologia.
Morì di cancro del polmone il 21 settembre 2000.